# USS LST-547
O USS LST-547 foi um navio de guerra norte-americano da classe LST que operou durante a Segunda Guerra Mundial.